# Церковь Сан-Франческо Гранде (Падуя)
Церковь Сан-Франческо Гранде (итал. La chiesa di San Francesco Grande) — католическая церковь, посвящённая святому Франциску Ассизскому в Падуе, область Венето, Италия, известная на протяжении веков как Сан-Франческо Гранде («Большая»), чтобы избежать путаницы с церковью Сан-Франческо Пикколо («Малая»), которая исчезла в XVI веке).

## История
29 декабря 1414 года Бонафари Бальдо и его жена Сибилла из Четто заявили епископу Падуи, что хотят выделить часть своей собственности на строительство церкви и монастыря с больницей, которые будут переданы францисканскому Ордену братьев меньших. Бонафари оставил за собой право избирать ректора больницы, которая после его смерти перешла бы в Коллегию юристов Падуанского университета. Первый камень в фундамент был заложен 25 октября 1416 года протоиереем собора Варфоломеем Асторелли. Проектом руководил главный строитель Николас Гоббо. После смерти Бонафари работу завершила его жена Сибилла. В своём завещании от ноября 1421 года Бонафари попросил похоронить себя в новой церкви.
Здание было построено в готическом стиле и освящено 24 октября 1430 года. В начале XVI века церковь была расширена по проекту архитектора Лоренцо да Болонья. Монастырь братьев-меньших и больница Святого Франциска действовали до 1798 года.
В годы наполеоновской оккупации община францисканцев покинула здание и в апреле 1810 года церковь стала приходской, объединённой с приходом Святого Стефана. В 1873 году церковь была подвергнута полной реставрации. В 1914 году братья вернулись в церковь и часть старого монастыря и завладели приходом, который всё ещё находился под их опекой. Собственностью прихода является также Школа Милосердия (Scuola della Carità).
На протяжении веков, помимо основателей церкви Бальдо и Сибиллы, в ней были похоронены многие выдающиеся личности, такие как литератор Бартоломео Кавальканти, медик и философ Пьетро Роккабонелла, протоиерей Барбарано Моссано Бартоломео Санвито, юрист и каноник падуанского капитула Джироламо Негри, медики Эрменеджильдо Пера и Николо да Рио, а также Джироламо Каньоло и флорентиец Антонио Берарди, каноник Джинольфо Спероне дельи Альваротти. В церкви также похоронены Фердинандо Карло ди Гонзага-Неверс, последний герцог Мантуи и живописец Франческо Скварчоне.

## Архитектура
Церковь пятнадцатого века имела план типа латинского креста с тремя апсидами, разделёнными хором, три капеллы с левой стороны. После расширения храма три нефа были окружены рядом капелл. В 1728 году епископ Падуи насчитал 22 алтаря (позднее их количество было уменьшено).
Церковь является частью большого комплекса зданий с монастырём и больницей. Связь обеспечивает длинный арочный портик с колоннами вдоль улицы с тридцатью семью арками; соответствующих церкви и монастырю — двадцатью шестью. Портик украшен росписями с историями Святого Франциска в технике «verdeterra» («зелёной земли», то есть земляной краски), разновидность гризайли, работы Франческо Скварчоне, выполненной между 1452 и 1466 годами.
Со временем росписи сильно пострадали. К середине восемнадцатого века монахи решили закрыть их побелкой. В мае 2014 года было предложено восстановить живописное убранство.
Интерьер церкви перекрыт крестовыми сводами, украшенными геометрическими фресковыми полосами. Неф и трансепт оформлены аркадами XV века. Вдоль стен имеются готические розетки и окна со средниками шестнадцатого века. Проходы и длинная апсида были увеличены до их нынешних размеров в конце пятнадцатого века Лоренцо да Болонья.
Четыре средневековые колонны из красного мрамора, поддерживающие круглые арки, происходят с площади Пьяцца деи Синьори. Они были подарены церкви городом в 1502 году.
Главный алтарь — работа Маттиа Карнери, завершённая в 1705 году на средства дворянина Франческо Леона Кавацца. В XIX веке там находилась картина Дамини «Мученичество Святого Стефана» из одноимённой церкви. Ранее там был большой полиптих работы Антонио и Бартоломео Виварини; позднее он был расчленён и рассредоточен. В 1971 году Федерико Дзери предложил реконструкцию.
Вдоль проходов установлен цикл картин «Via Crucis» (Крестный путь) XVIII века в оригинальных рамах. На контрфасаде находится картина «Вознесение» Паоло Веронезе. Над боковыми дверями — флорентийские надгробные памятники: Антонио Берарди (справа) и Бартоломео Кавальканти (слева). Вторая капелла правого нефа, посвящённая Святой Марии Милосердия, полностью расписана фресками Джироламо Тессари. Некоторые фигуры были заимствованы из гравюр Альбрехта Дюрера. Росписи были созданы в период с 1523 по 1524 год по заказу Братства милосердия, которое располагалось в Скуола делла Карита (здание напротив церкви).
В пространстве правого трансепта выделяется монументальный алтарь Святого Причастия, работа архитектора Джузеппе Сарди, завершённая между 1655 и 1670 годами.
Под эдикулой справа находится картина «Мадонна с Младенцем и святыми» Паоло Пино (1565) рядом с бюстом покровителя, юриста Бартоломео Урбино.
Пространство левого трансепта занимает монументальный алтарь «делла Салюте», относящийся к кругу Микеле Санмикели. Ранее там находилась картина «Вознесение» Веронезе, которую в XIX веке заменили почитаемым образом Девы Марии, ожидающей родов, работы Якопо Пальмы Младшего (по другим данным, Паолино Аполлодоро), заказанным семьей Стра в 1618 году и происходящим из церкви Сан-Лоренцо.
В первой капелле находится купель, а над алтарём — дарохранительница для мощей, привезённых из церкви Санто-Стефано. Во второй капелле над алтарём в чеканной медной раме работы Луиджи Страццабоско выставлена терракотовая скульптура XV века с изображением Бернардино да Фельтре. Слева находится алтарный образ работы Пьетро Либери «Троица со святыми Диего, Антонием и Франциском». В четвёртой капелле на алтаре находится Распятие, приписываемое Андреа Брустолону, В третьей капелле выставлен алтарный образ со Святым Лаврентием «в одежде левита» работы Алессандро Варотари, который был доставлен из снесённой церкви Сан-Лоренцо и заменил триптих Джорджо Скьявоне, завершённый около 1460 года и разобранный в последующие столетия (теперь «Мадонна на троне с Младенцем» хранится в Берлинской картинной галерее, а боковые панели — в епископском дворце в Падуе).
В церкви также сохранился полиптих, заказанный Кеччо да Лионом для алтаря, в отношении которого он пользовался правом покровительства. На полиптихе до сих пор сохранилась дата 1447 год и подписи участвовавших в его создании художников: панели были написаны в сотрудничестве Антонио Виварини и Джованни д’Алеманья, а готическая рама была создана Кристофоро да Феррара. Вероятно, его захватили французские войска, поскольку теперь она находится в Праге, в Национальной галерее.

## Галерея

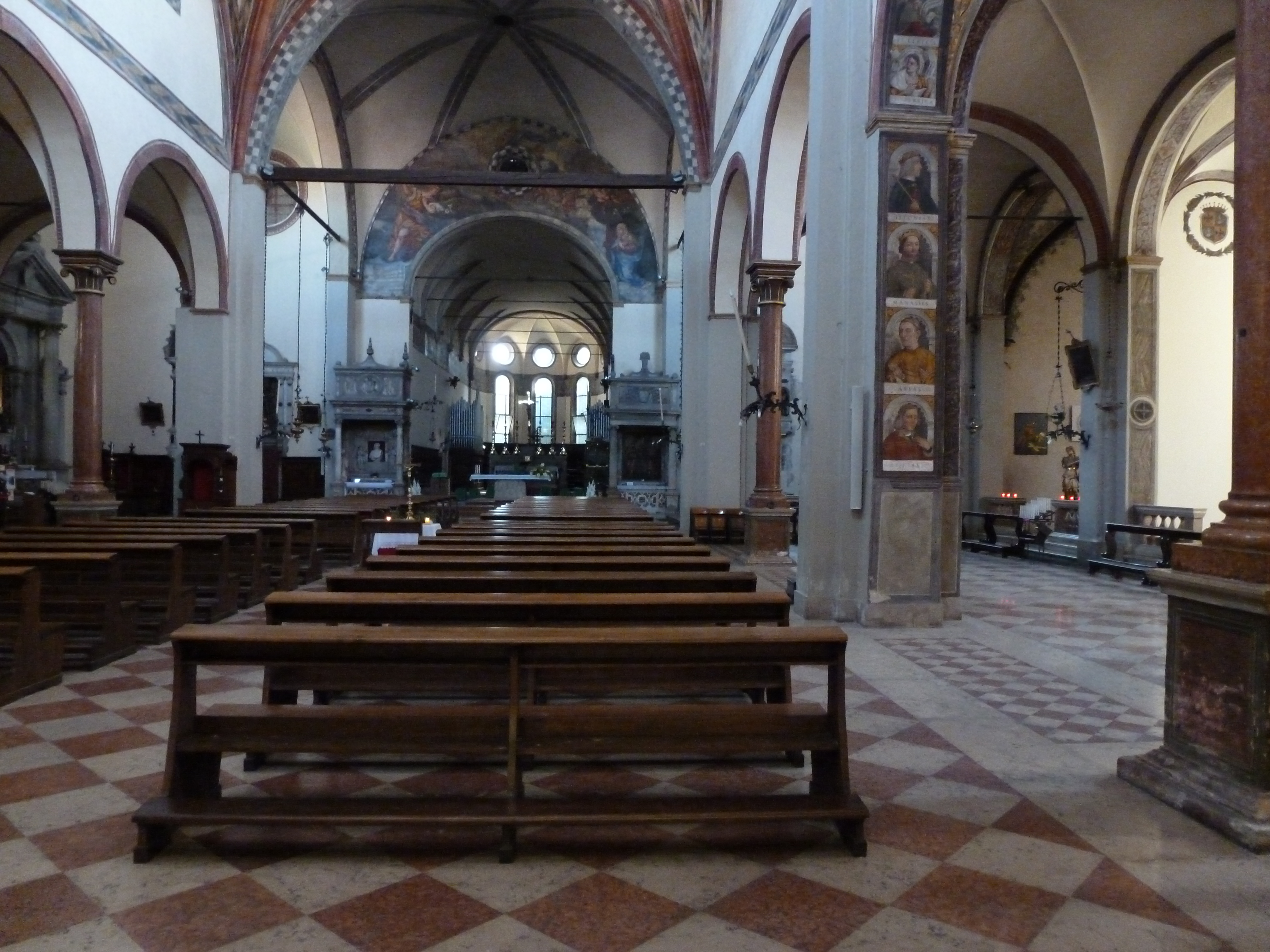
Интерьер церкви
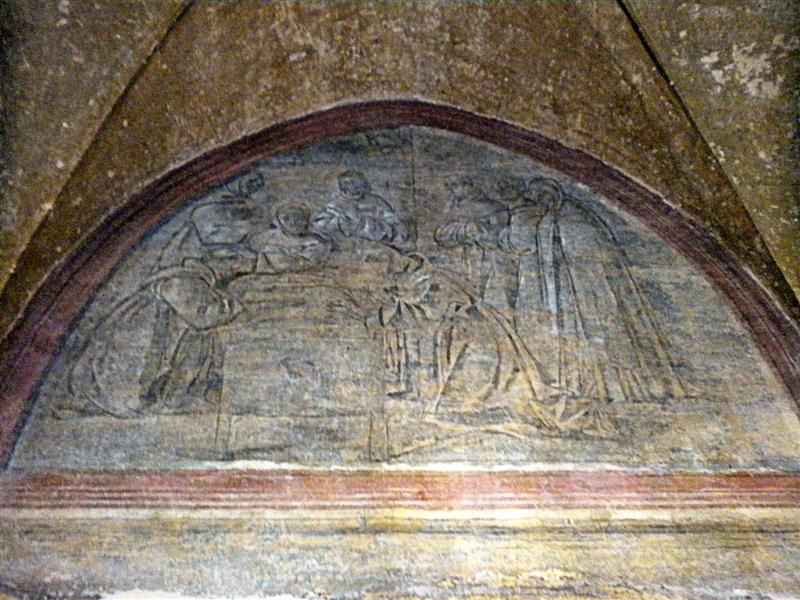
Ф. Скварчоне. Люнет портика с росписью «verdeterra». Между 1452 и 1466
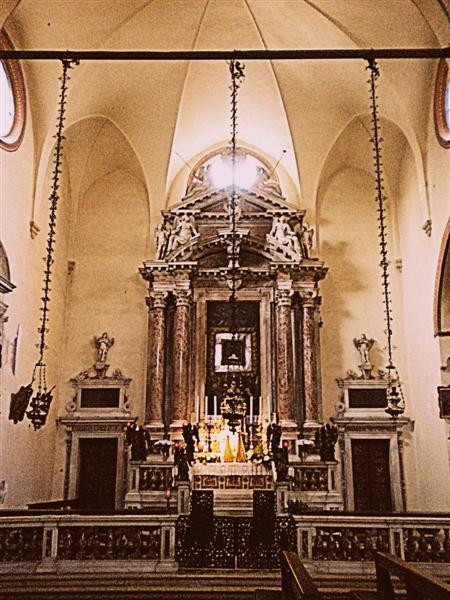
Алтарь
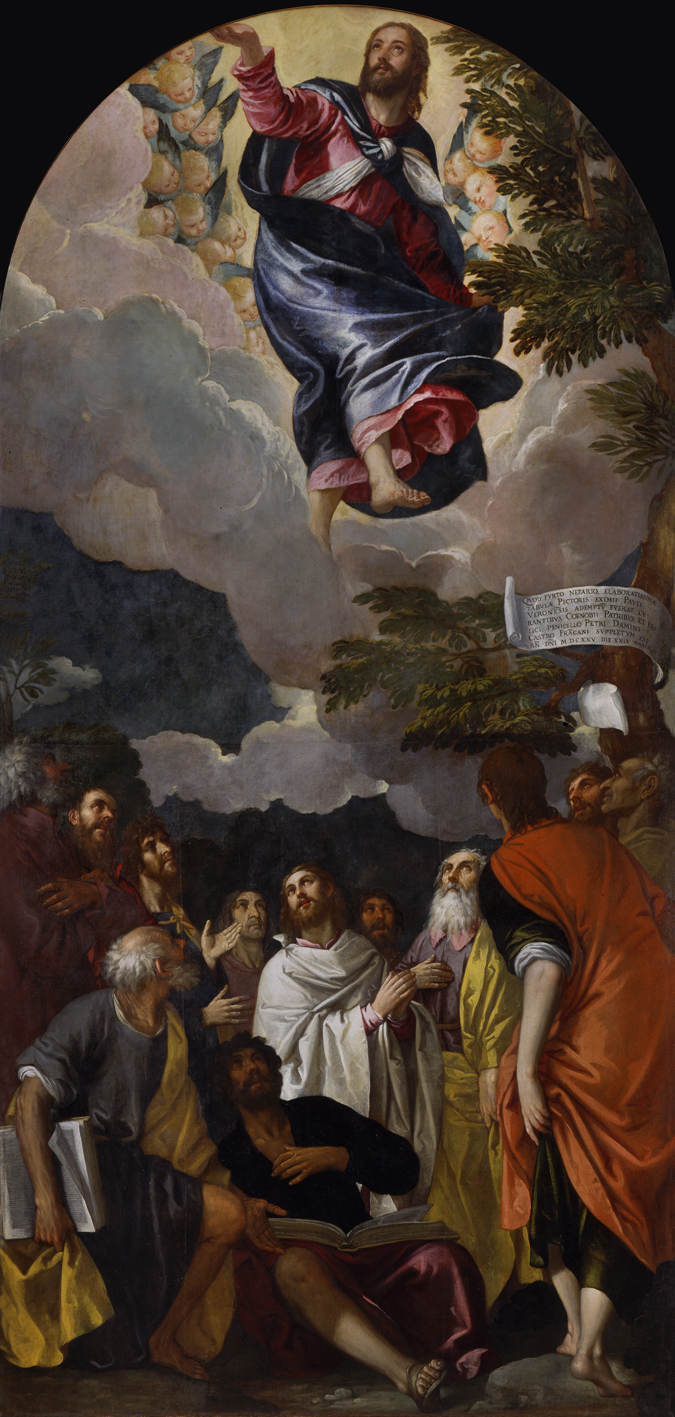
Паоло Веронезе. Вознесение Христа. 1575. Холст, масло
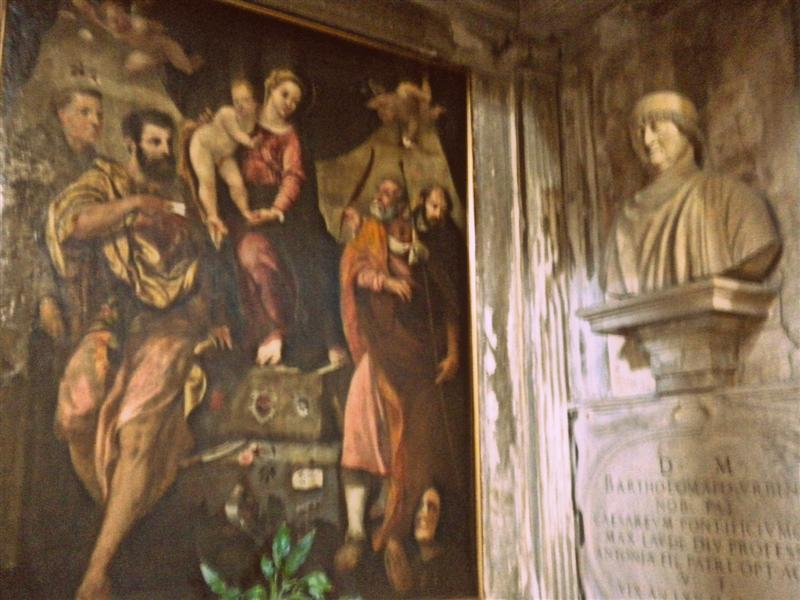
Паоло Пино. Алтарь «Мадонна с Младенцем и святыми». 1565
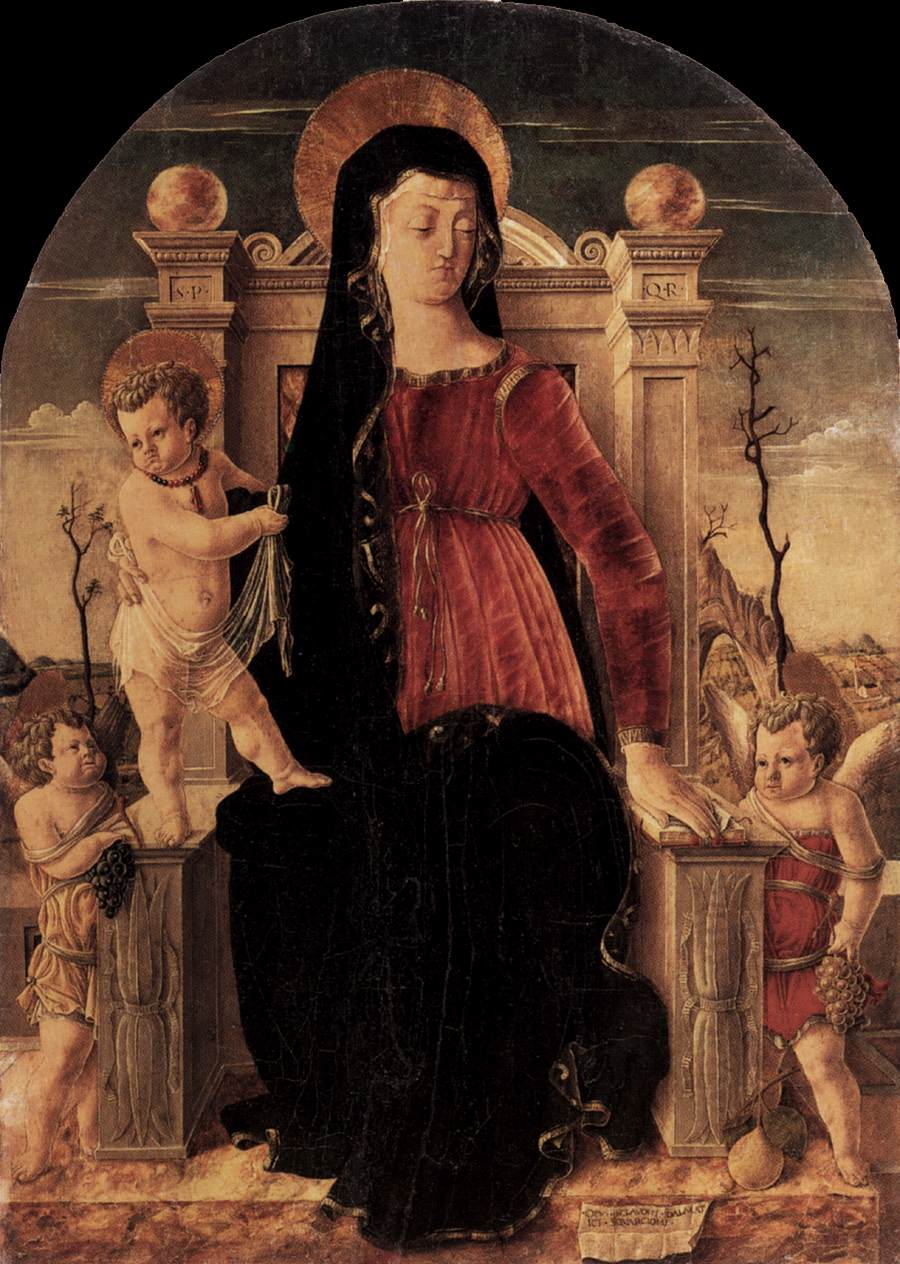
Джорджо Скьявоне. Мадонна с Младенцем на троне. Между 1456 и 1460. Холст, масло (ныне в Берлинской картинной галерее)
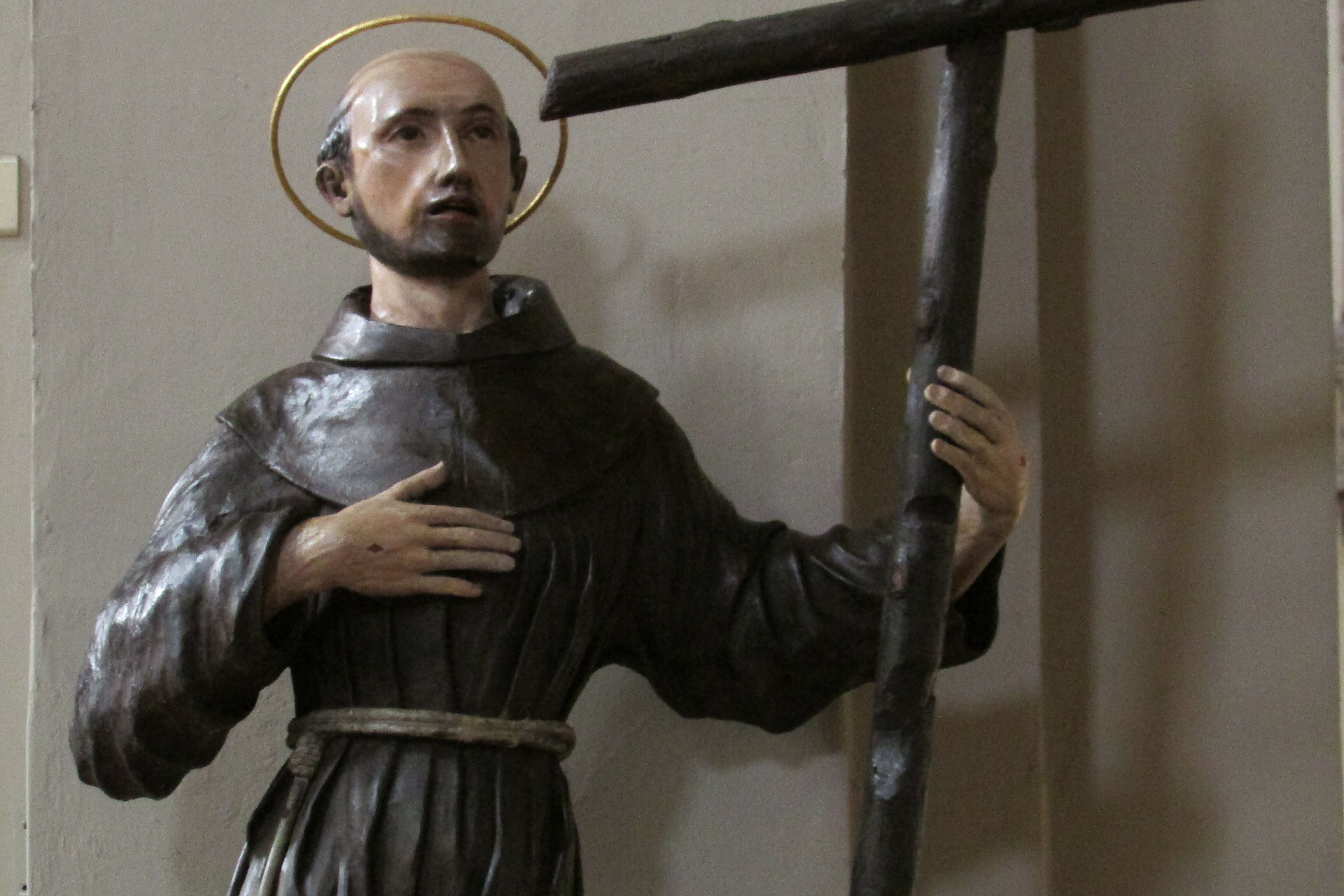
Святой Франциск